# Thorectes martensi
Thorectes martensi là một loài bọ cánh cứng trong họ Geotrupidae. Loài này được miêu tả khoa học năm 1981 bởi Krikken.